# Tmesisternus pleuristictus
Tmesisternus pleuristictus là một loài bọ cánh cứng trong họ Cerambycidae.